# Hubert Niclasse
Hubert Niclasse, né le 11 novembre 1946 à Vuisternens-en-Ogoz dans le canton de Fribourg, et décédé le 27 mai 2021, est un dominicain suisse. 

## Biographie
Entré dans l'ordre dominicain à 21 ans, il effectue son noviciat à Nantes. Il suit ensuite des études de droit à l'université de Genève. Ordonné prêtre en 1973, il sert comme vicaire à la paroisse Saint-Paul de 1977 à 1980. Il est élu prieur provincial de la province dominicaine de Suisse de 1994 à 2002. 
En janvier 2003, il est nommé assistant religieux de la communauté Saint-Jean par Raymond Séguy, conjointement avec Joseph Madec, pour une durée de deux ans,.
Au sein du diocèse de Lausanne, Genève et Fribourg, il est juge diocésain de 1996 à 2009, puis official de 2009 à 2018. Il est ensuite official adjoint,,. 
Il est connu pour sa passion de la chasse.
Il décède le 27 mai 2021,.